# Zelotes paroculus
Zelotes paroculus este o specie de păianjeni din genul Zelotes, familia Gnaphosidae, descrisă de Simon, 1914. Conform Catalogue of Life specia Zelotes paroculus nu are subspecii cunoscute.